# Wechselstrommotor
Wechselstrommotoren sind Elektromotoren, die mit einphasigem Wechselstrom betrieben werden. Wechselstrommotoren können nach verschiedenen Prinzipien arbeiten. Ein Drehfeld ist bei ihnen im Gegensatz zu Drehstrommotoren nicht schon durch die Speisung gegeben. Daher sind zusätzliche konstruktive Maßnahmen nötig, um eine Drehbewegung zu erzielen.

## Einphasen-Reihenschlussmotor

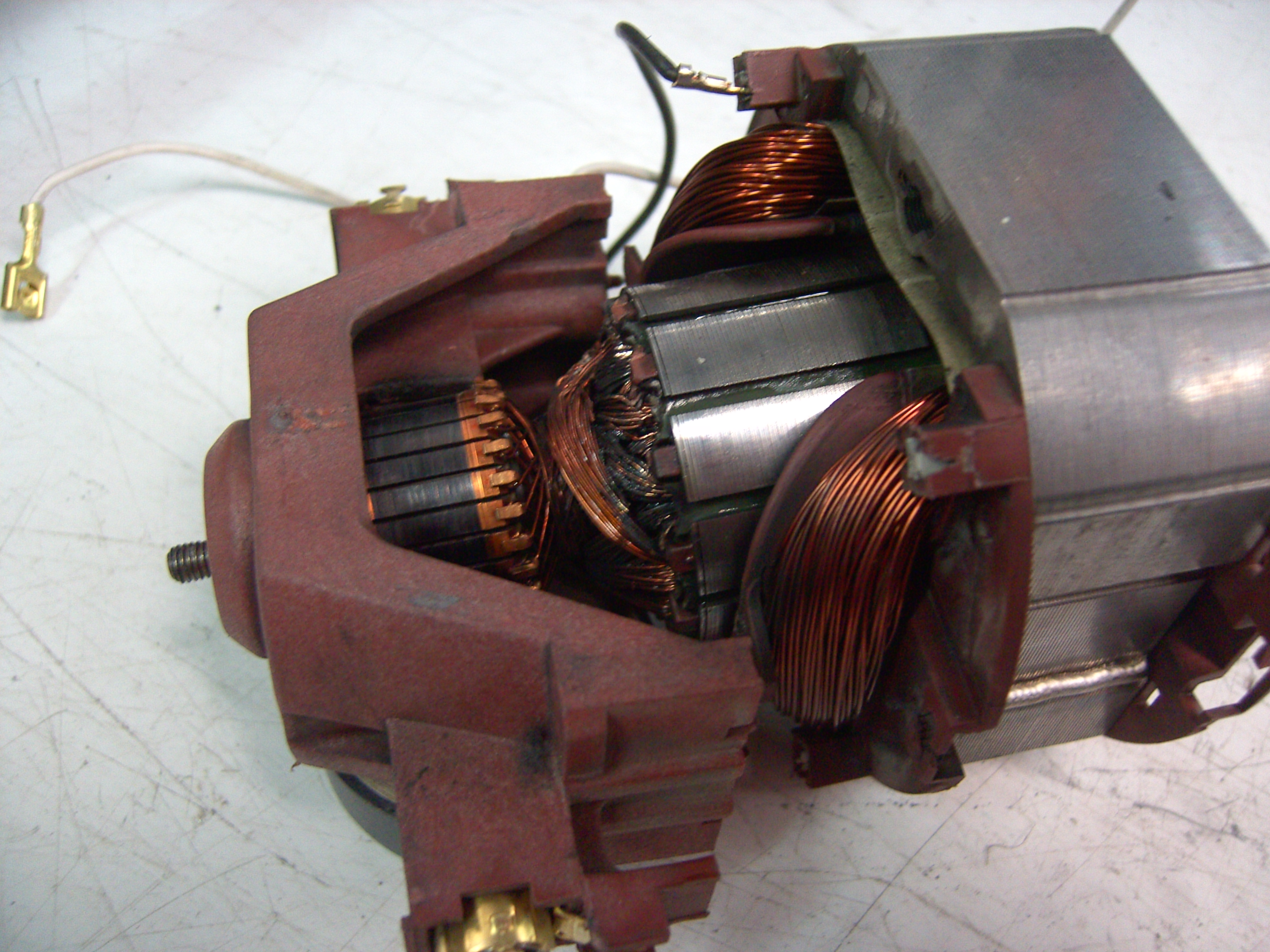
Geöffneter Einphasen-Reihenschlussmotor, wie er in einem Staubsauger verwendet wird

Der Einphasen-Reihenschlussmotor, bei kleinen Leistungen auch als Universalmotor bezeichnet, arbeitet sowohl an Wechsel- als auch an Gleichstrom. Er zählt zu den Stromwendermaschinen. Die Drehbewegung wird durch einen Kommutator (Stromwender) erreicht. Dieser Motor eignet sich für Geräte und Werkzeuge, da er auf Grund der hohen Drehzahlen nur einen kleinen Bauraum benötigt und ein hohes Anlaufdrehmoment erzeugt. Seine Leistung kann über Phasenanschnitt verstellt werden.
Auch an Wechselspannung zeigen Reihenschlussmotoren ihre typischen Eigenschaften wie extrem hohe Leerlaufdrehzahl und gütiger Anlauf bei hohem Drehmoment. So arbeiteten Waschmaschinen vor Einführung von bürstenlosen Direktantrieben mit einer über Riementrieb angetriebenen Trommel, die ohne Änderung des Riementrieb-Untersetzungsverhältnisses sowohl den Waschgang (ca. 60/min) als auch den Schleudergang (>1000/min) ausführten.
Der Drehrichtungswechsel erfordert wie bei Gleichstromspeisung ein Umpolen der Feldwicklung.
Der Betrieb an Wechselspannung bringt Nachteile wie stärkeres Bürstenfeuer und unrundes Drehmoment mit sich.
Beispiele für Universalmotoren sind Staubsauger, Mixgeräte, Küchenmaschinen, Winkelschleifer, Handbohrmaschinen, Handkreissägen, Stichsägen und Waschmaschinen (vor Einführung des Direktantriebes der Trommel).
Auch der früher bei elektrischen Bahnen eingesetzte Bahnmotor ist ein Einphasen-Reihenschlussmotor. Aus seiner Anwendung resultierte der Kompromiss, bei der Bahn eine Wechselspannungsfrequenz von 16,7 Hertz zu verwenden, da solche Motoren mit höherer Frequenz schwieriger kommutieren.

## Kondensatormotor
Beim Kondensatormotor wird die Hauptwicklung direkt an das Stromnetz angeschlossen und eine Hilfswicklung über einen Kondensator in Reihe ans Netz geschaltet. Es entsteht ein elliptisches Drehfeld, das zwar zum Anlaufen des Motors ausreicht, aber im Betrieb die Energieeffizienz und Laufruhe prinzipiell beeinträchtigt. Für höhere Anlaufmomente werden Anlaufkondensatoren – oft bipolare Elektrolytkondensatoren – verwendet, die nach Erreichen der Nenndrehzahl zum Beispiel durch einen Fliehkraft- oder Magnetschalter wieder vom Stromkreis getrennt werden.
Drehstromasynchronmaschinen können mit reduzierter Leistung und ungleichmäßigem Drehmoment am einphasigen Netz betrieben werden, wenn sie mit Kondensatoren beschaltet werden. Diese Schaltung ist als Steinmetzschaltung bekannt. Die Wicklungen der Drehstromasynchronmaschine unterscheiden sich allerdings grundsätzlich von denen des Kondensatormotors.

## Spaltpolmotor
Beim Spaltpolmotor wird das Drehfeld durch ein durch Wirbelströme phasenverschobenes Magnetfeld erzeugt. Dazu ist jeder Pol des Ständers gespalten und eine Hälfte ist mit einem Kurzschlussring oder einer abschaltbaren Kurzschlusswicklung versehen, so dass dort das Magnetfeld dauernd oder beim Anlauf verzögert aufgebaut wird.

## Einphasen-Asynchronmotor
Eine einfache Ausführung des Wechselstrommotors ist der Einphasen-Asynchronmotor, historisch wegen seines Betriebsverhaltens auch als Anwurfmotor bezeichnet. Als Besonderheit weist dieser Motor bei Stillstand kein Drehmoment auf, läuft also nicht selbstständig an. Er wird beispielsweise mit der Hand oder anderen externen Hilfsmitteln in Rotation versetzt. Ab einer gewissen Drehzahl läuft der Motor dann selbst in Anwurfrichtung bis auf Nenndrehzahl hoch. Eine schwache Hilfswicklung, die sich nach dem Hochlaufen abschaltet, ist bei Kältekompressoren in Haushaltsgeräten weit verbreitet.
Aufgrund der kostengünstigen Herstellung wurde er Mitte des 20. Jahrhunderts als Antriebsmaschine, beispielsweise bei landwirtschaftlichen Geräten, verwendet. Der einphasige Betrieb weist aber einen schlechteren Wirkungsgrad und ein ungleichmäßiges Drehmoment auf. Zum Wechseln der Drehrichtung muss der Motor abgeschaltet, gestoppt und in der anderen Richtung angeworfen werden.
Im Aufbau ist der Einphasen-Asynchronmotor, wie die Drehstrom-Asynchronmaschine, mit einem Kurzschlussläufer ausgestattet. Die einzige Phase im Ständer erzeugt kein Drehfeld. Im Läufer fließen große Ströme und es besteht ein in der Phase nacheilendes Magnetfeld. Stößt man den Motor in eine Richtung an, bewegt sich das in den Kurzschlusswindungen angeregte Magnetfeld mit dem Kurzschlussläufer. Dadurch entsteht ein Drehmoment in die angestoßene Richtung, das den Motor bis annähernd zur Netzfrequenz beschleunigt.
Das einachsige Wechselfeld, welches von der Wechselspannung erzeugt wird, lässt sich im Rahmen der symmetrischen Komponenten gleichwertig in zwei gleichwertige, aber gegenläufige Kreisfelder, gebildet durch Zweiphasenwechselstrom, zerlegen. Der Einphasen-Asynchronmotor wird in diesem Ersatzmodell durch zwei gegenphasige und in Reihe geschaltete Zweiphasenmotoren auf einer gemeinsamen Welle modelliert. Bei Stillstand heben sich die beiden Drehmomente der beiden Teilmotoren gegenseitig auf – nach Anwurf in einer Richtung kommt es zu der Drehbewegung, da der eine modellierte Teilmotor durch die Drehzahl ein höheres Drehmoment als der gegenläufige Teilmotor bildet.

Beschaltung der Anlassvorrichtung

Zum Anwerfen des Einphasen-Asynchronmotors eignet sich eine Startschaltung mit Hilfswicklung. Der Phasenversatz für das Drehfeld entsteht durch einen Hilfskondensator (siehe Kondensatormotor), oder durch das Kurzschließen einer herausgeführten Wicklung ähnlich dem Spaltpolmotor. Die Abschaltung der Hilfsphase kann durch ein Stromrelais in Serie zur Hauptwicklung erfolgen, welches beim Nachlassen des durch die Hauptwicklung fließenden Stromes abfällt. Üblich ist stattdessen auch ein PTC-Widerstand, der sich nach dem Einschalten selbst erhitzt und nach kurzer Zeit hochohmig wird. Er muss sich aber nach dem Ausschalten erst wieder abkühlen, damit der Motor wieder starten kann. Die Vorrichtung wird als Anlaufrelais bezeichnet.
Die Leistung des Einphasen-Asynchronmotors beträgt ca. 50 % eines gleich großen Dreiphasen-Asynchronmotors. Die niedrige Leistung hängt mit dem im Vergleich zu Dreiphasenmaschinen schlechten Wicklungsfaktor zusammen, da ca. 1/3 des Wickelraumes mit den Nuten im Ständer prinzipbedingt nicht genutzt werden kann.
Motoren ohne Anlauf-Hilfe („Anwurfmotoren“) werden kaum noch verwendet.

## Repulsionsmotor
Bei dem Repulsionsmotor handelt es sich um eine Sonderbauform eines Einphasenasynchronmotors, bei dem zwecks Drehzahl- und Drehmomenteneinstellung die Bürsten in ihrer Position mechanisch verstellt werden können. Damit kann beispielsweise beim Anfahren ein besonders hohes Drehmoment erreicht werden, welches ein fast ruckfreies Starten des Motors unter Last erlaubt.

## Weitere Verfahren und Methoden
Eine weitere Art des Wechselstrommotors ist der Reluktanzmotor, der im Gegensatz zum normalen Asynchronmotoren nach dem Hochlaufen als Synchronmotor mit synchroner Drehzahl weiterläuft. Besondere Läuferbleche mit ausgeprägten Polen bewirken dieses Verhalten.
Auch Synchronmotoren können unter bestimmten Bedingungen mit reduzierter Leistung einphasig betrieben werden; sie benötigen dann unter anderem eine Anlaufhilfe und laufen ungleichmäßig.
Eine weitere und sehr universelle Möglichkeit, die mittlerweile fast alle anderen Motorsysteme abgelöst hat, ist einen Asynchronmotor mit einem elektronischen Frequenzumrichter zu betreiben, welcher die einphasige Wechselspannung gleichrichtet und nachfolgend in Dreiphasenwechselstrom mit einem Drehfeld elektronisch umwandelt. Mit dieser festen Kombination eines Frequenzumrichters und eines Asynchronmotors ist neben der Wahl verschiedener Stromversorgungen und Spannungen auch der Betrieb an Gleichspannung, wie zum Beispiel an Batterien, sowie eine Drehzahlverstellung und Wahl des Drehmoments am Motor in weiten Bereichen möglich, was unter anderem die Realisierung von hochdynamischen Antriebssystemen bei vollautomatischen Werkzeugmaschinen oder im Bereich der Elektromobilität erlaubt.